# Digital Hardcore Recordings
Digital Hardcore Recordings (DHR) – wytwórnia płytowa założona w 1994 roku przez Aleca Empire, Joela Amaretto i Pete’a Lawtona. Choć siedziba wytwórni mieściła się w Londynie, większość płyt nagrywana była w Berlinie. Nazwa wytwórni stała się określeniem całego gatunku digital hardcore, który zapoczątkowany został przez zespół Atari Teenage Riot – jednym z dwóch pierwszych pełnych albumów sygnowanych przez DHR był 1995 (później zatytułowany Delete Yourself!) tego zespołu.
Wytwórnia organizowała koncerty Digital Hardcore Festival w kilku niemieckich miastach, oraz w słynnym berlińskim klubie Suicide Club. Gatunek muzyczny szybko zyskał popularność m.in. w Japonii, USA, Australii i w wielu krajach europejskich. Wielu artystów, powiązanych i niepowiązanych z Atari Teenage Riot, wydało za pośrednictwem DHR kilka albumów i minialbumów.
W 2000 roku po rozpadzie ATR i śmierci Carla Cracka, Digital Hardcore Recordings nie podpisało umów z nowymi artystami. Alec Empire wydał za pośrednictwem wytwórni kilka albumów, przy czym sporadycznie nowi muzycy wydali przez DHR swoje nowe płyty.
Za pośrednictwem DHR wydano dwie oficjalne kompilacje: Harder Than the Rest (1995) i Riot Zone (1997).